# Xeroniscus penicilliger
Xeroniscus penicilliger är en kräftdjursart som beskrevs av Franco Ferrara och Stefano Taiti 1990B. Xeroniscus penicilliger ingår i släktet Xeroniscus och familjen Eubelidae. Inga underarter finns listade i Catalogue of Life.